# مركبات خضراء
المركبات الخضراء، أو المركبات النظيفة، أو المركبات الصديقة للبيئة هي مركبات آلية للطرقات تنتِج آثارًا أقل ضررًا على البيئة من مركبات محرك الاحتراق الداخلي التقليدية المماثلة التي تعمل على البنزين أو الديزل، أو تلك التي تستخدم أنواع وقود بديلة معينة. يُستخدم المصطلح حاليًا في بعض البلدان لأي مركبة تلتزم بمعايير الانبعاثات الأوروبية الأكثر صرامة (مثل Euro6) أو معايير كاليفورنيا للسيارات بلا عادم (مثل ZEV أو ULEV أو SULEV أو PZEV) أو معايير الوقود منخفض الكربون في العديد من البلدان.
يمكن تشغيل المركبات الخضراء بالوقود البديل وتقنيات المركبات المتقدمة، التي تشمل المركبات الكهربائية الهجينة والمركبات الهجينة القابلة للشحن الخارجي والمركبات الكهربائية التي تعمل بالبطاريات والمركبات التي تعمل بالهواء المضغوط والهيدروجين وخلايا الوقود ومركبات الإيثانول النقي والمركبات ذات الوقود المرن، ومركبات الغاز الطبيعي وعربات الديزل النقية، وتتضمن بعض المصادر أيضًا المركبات التي تستخدم مزيجًا من وقود الديزل الحيوي والإيثانول الحيوي أو الغاز. في نوفمبر 2016، قيّمت وكالة حماية البيئة الأمريكية معدل استهلاك الوقود الذي بلغ 136 ميلًا لكل جالون مكافئ من البنزين mpg-e)) ((1.7L/100 km، أصبحت سيارة هيونداي الأيونية الكهربائية 2017 أكثر السيارات المعتمدة من قبل وكالة حماية البيئة الأمريكية مع الأخذ بعين الاعتبار جميع أنواع الوقود وجميع إصدارات السنوات، متجاوزة طراز عام 2014-2016 العام بالكامل لسيارات بي إم دبليو الكهربائية.
يضيف العديد من المؤلفين أيضًا السيارات التقليدية التي تستهلك الوقود في التنكة، إذ يعتبرون أن زيادة استهلاك الوقود بالتنكة هي الطريقة الأكثر فعالية من حيث التكلفة لتحسين كفاءة الطاقة وتقليل انبعاثات الكربون في قطاع النقل على المدى القصير. تقلل هذه المركبات كجزء من مساهمتها في النقل المستدام من تلوث الهواء وانبعاثات الغازات الدفيئة، وتساهم في استقلال الطاقة عن طريق تقليل واردات النفط.
لا يشمل التحليل البيئي فعالية التشغيل والانبعاثات فقط. يتضمن تقييم دورة الحياة اعتبارات الإنتاج وما بعد الاستخدام. يعد التصميم من المهد إلى المهد أكثر أهمية من التركيز على عامل واحد مثل كفاءة الطاقة.

## كفاءة الطاقة
يمكن تخفيض تكاليف الطاقة للسيارات خلال فترة عمر السيارة (مرحلة التشغيل) من خلال عدة تدابير:
- الأكثر أهمية هو استخدام الدفع البديل:
  - محرك فعال يقلل من استهلاك المركبة من البترول (أي سيارة هجينة تعمل بالكهرباء)، أو يستخدم مصادر طاقة متجددة طوال فترة عمله.
  - استخدام الوقود الحيوي بدلًا من الوقود الأحفوري.
- يمكن أن تساعد الصيانة المناسبة للمركبة مثل ضبط المحرك، وتغيير الزيت، والحفاظ على ضغط مناسب للإطارات.
- تؤدي إزالة العناصر غير الضرورية من المركبة إلى تقليل الوزن وتحسين التوفير في استهلاك الوقود أيضًا.

## الأنواع
تشمل  المركبات الخضراء أنواع المركبات التي تعمل بشكل كامل أو جزئي على مصادر الطاقة البديلة بخلاف الوقود الأحفوري أو التي يكون الكربون الموجود فيها أقل تركيزًا من الموجود في البنزين أو الديزل.
يوجد خيار آخر هو استخدام تركيبة وقود بديلة في المركبات التقليدية التي تعمل على الوقود الأحفوري، مما يجعلها تعمل بشكل جزئي على مصادر الطاقة المتجددة. وتشمل الأساليب الأخرى النقل السريع الشخصي، وهو مفهوم النقل العام الذي يوفر نقلًا آليًا مباشرًا عند الطلب بحسب شبكة خاصة من الإرشادات.

### المركبات التي تعمل بالطاقة الكهربائية وخلايا الوقود
من الأمثلة على المركبات ذات الاستهلاك المنخفض للبترول السيارات الكهربائية والمركبات الهجينة القابلة للشحن الخارجي والمركبات الهيدروجينية التي تشغلها خلايا الوقود.
تكون عادة السيارات الكهربائية أكثر كفاءة من السيارات التي تعمل بخلايا الوقود على أساس صهريج للعجلة. ويكون استهلاكها للوقود أفضل من السيارات التقليدية ذات محرك الاحتراق الداخلي ولكن يعوقها المدى أو الحد الأقصى للمسافة التي يمكن بلوغها قبل تفريغ البطارية. وتُعد تكلفة بطاريات السيارات الكهربائية هي التكلفة الرئيسية لها. وتكون نسبة إطلاقها لغاز ثاني أكسد الكربون 0% حتى 99% مقارنة مع مركبات محرك الاحتراق الداخلي (التي تستخدم البنزين والديزل)، ويعتمد ذلك على مصدر الكهرباء.

### المركبات الكهربائية الهجينة
قد تعمل المركبات الهجينة جزئيًا على وقود أحفوري (أو وقود حيوي) وجزئيًا بالطاقة الكهربائية أو الهيدروجينية. معظمها تحتوي على محرك احتراق داخلي مع محرك كهربائي، ويوجد اختلافات أخرى أيضًا. غالبًا ما يكون محرك الاحتراق الداخلي إما محركًا يعمل بالبنزين أو بالديزل (في حالات نادرة قد يُستخدم محرك ستيرلنغ). تكون هذه المركبات أغلى ثمنًا، لكن تُستردّ هذه التكلفة الزائدة في غضون 5 سنوات بسبب الاقتصاد في استهلاك الوقود.

### مركبات الهواء المضغوط، ومركبات ستيرلينغ، وغيرها
السيارات الهوائية المضغوطة، والسيارات بلا عادم، والسيارات ذات الوقود النيتروجيني السائل هي أقل تلويثًا للبيئة من السيارات الكهربائية، إذ يمكن جعل السيارة ومكوناتها صديقة للبيئة بشكل أكبر.
تقام سباقات السيارات التي تعمل بالطاقة الشمسية بشكل منتظم من أجل التشجيع على حيازة المركبات الخضراء وغيرها من تقنيات «التقنية الخضراء». يمكن لهذه المركبات الملساء السفر لمسافات طويلة بسرعات عالية باستخدام الكهرباء المولدة مباشرة من الشمس.

### تحسين السيارات التقليدية
يمكن للمركبة التقليدية أن تصبح سيارة صديقة للبيئة عن طريق خلط أنواع الوقود المتجدد أو استخدام وقود أحفوري كربونه أقل كثافة. السيارات النموذجية التي تعمل بالبنزين يمكنها تحمل ما يصل إلى 10% من الإيثانول. صنعت البرازيل سيارات تعمل بإيثانول نقي، لكنها لم تستمر بذلك. هناك خيار آخر متاح وهو مركبة تعمل بالوقود المرن والتي تستطيع العمل بوجود أي مزيج من البنزين والإيثانول، يصل ذلك إلى 85% في أمريكا الشمالية وأوروبا، وإلى 100% في البرازيل. هناك خيار آخر موجود وهو تحويل المركبات التي تعمل بالبنزين التقليدي بشكل تستطيع فيه العمل باستخدام بديل الغاز الطبيعي المضغوط. تملك كل من باكستان والأرجنتين والبرازيل وإيران والهند وإيطاليا والصين أكبر أساطيل مركبات الغاز الطبيعي في العالم.
يمكن غالبًا تحويل المركبات التي تعمل بالديزل بشكل كامل إلى العمل بوقود الديزل الحيوي، على الرغم من أن الوقود يعد مذيبًا قويًا جدًا، مما قد يؤدي أحيانًا إلى إتلاف السدادات المطاطية في المركبات التي صُمّمت قبل عام 1994. الأشيع أن يسبب وقود الديزل الحيوي مشكلات لأنه ببساطة يزيل كل البقايا المركبة في المحرك، معرقلًا بذلك عمل المرشحات، في حال لم يُتوخّى الحذر عند التبديل من وقود الديزل الأحفوري المتسخ إلى الديزل الحيوي. وهي فعالة جدًا في «إزالة فحم الكوك» من غرف احتراق محركات الديزل والحفاظ عليها نظيفة. يُعد وقود الديزل الحيوي أقل أنواع الوقود التي تسبب انبعاثات من محركات الديزل، ومحركات الديزل هي أكثر محركات الاحتراق الداخلي كفاءة في السيارة، ووقود الديزل الحيوي هو الوقود الوحيد المسموح به في بعض المتنزهات الوطنية في أمريكا الشمالية لأن ما تُطلقه سوف يتحلل بشكل كامل خلال 21 يومًا. أعلن عن المركبات التي تستخدم محركاتها وقود الديزل الحيوي ووقود الزيوت النباتية على أنها من بين المركبات الأكثر خضرة (الأفضل للبيئة) في مسابقة تور دي سول المقامة في الولايات المتحدة.
يسبب ذلك بعض المشاكل؛ إذ يمكن أن تُستخدم مصادر الأغذية من أجل توفير الوقود الحيوي لتوفير الطاقة الميكانيكية للمركبات. يشير العديد من الخبراء إلى هذا كسبب لنمو أسعار المواد الغذائية، وخاصة إنتاج وقود الإيثانول الحيوي في الولايات المتحدة والذي أثر على أسعار الذرة. حتى يكون تأثيرها البيئي منخفض، يجب أن يُنتَج الوقود الحيوي فقط من النفايات، أو من مصادر جديدة مثل الطحالب.